# Riera de Santa Coloma
La riera de Santa Coloma és un dels afluents de la Tordera que recorre la plana de la Selva.
La riera neix a les Guilleries i discorre de nord-oest cap a sud-est fins a passar Riudarenes i llavors gira bruscament cap al sud-oest fins a la seva desembocadura a la Tordera, a l'alçada de Fogars, en total uns 33 km. Drena, amb dificultat, una conca de 324 km2 a la plana de la Selva.
El seu entorn està catalogat dins del Pla d'Espais d'Interès Natural de la Generalitat de Catalunya, amb el codi SCR.
Travessa els termes de Sant Hilari Sacalm, Santa Coloma de Farners, Riudarenes, fa la partió de Massanes i Maçanet de la Selva, i Fogars de la Selva.
Els seus afluents més importants són:
- La riera de Castanyet.
- La riera d'Esplet.
- La riera de Vilarràs.
- La riera de l'Esparra.
- La riera de Santa Maria o de Caldes.
- La séquia de Sils, construïda per al desguàs dels estanys de Sils.
- La riera de Massanes.